# Hitech Racing
Hitech Racing – brytyjski zespół wyścigowy, założony w 2002 roku przez Davida Hayle'a i Dennisa Rushena. Obecnie ekipa startuje jedynie w Południowoamerykańskiej Formule 3, jednak w przeszłości zespół pojawiał się także na starcie w serii GP2 (2005 rok jako partner ekipy Piquet Sports) oraz w Brytyjskiej Formule 3. Na bazie tej ekipy powstał zespół Atech Grand Prix.

## Starty

### Seria GP2
W serii GP2 Hitech Racing był partnerem ekipy Piquet Sports
| Rok  | Bolid              | Kierowcy                | Wyścigi | Wygrane | PP | NO | Pkt | M.K. | M.Z. |
| ---- | ------------------ | ----------------------- | ------- | ------- | -- | -- | --- | ---- | ---- |
| 2005 | Dallara Mecachrome | Nelson Piquet Jr        | 23      | 1       | 0  | 0  | 46  | 8    | 6    |
| 2005 | Dallara Mecachrome | Alexandre Sarnes Negrão | 23      | 0       | 0  | 0  | 4   | 19   | 6    |